# سلطان شاه
ركن الدين والدولة سلطان شاه بن قاورد بك، هو حاكم سلاجقة كرمان الثالث، تزامنت فترته مع السلطان السلجوقي ملك شاه . وتوفي عام 1084 وحل محله شقيقه توران شاه .  في عهده، بدأت النزاعات بين السلاجقة العظماء وسلاجقة كرمان مرة أخرى، ولكن أخيرًا تم توقيع معاهدة سلام بين الطرفين، والتي ظلت مستقرة لفترة طويلة.
دخل قاورد بك مؤسس كرمان السلاجقة، في معركة على العرش مع ملكشاه بعد وفاة ألب أرسلان عام 1072. أراد قاورد إنشاء جيش مكون من التركمان في همدان. قبل أن يذهب قاورد إلى همدان ، حل محل ابنه كرمان شاه كنائب في كرمان. انتصر ملكشاه في الحرب عام 1073 وأسر قاورد. على الرغم من أن ملكشاه لم يرغب في قتل عمه قاورد، إلا أنه قتله باتباع اقتراح نظام ملك بأنه سيسبب المشاكل في المستقبل. عند وفاة والده قاورد، أصبح كرمان شاه سلطان كرمان السلجوقي.
بعد عام واحد ، توفي كرمان شاه وتولى حسين العرش ؛ وهو صغير السن. بعد وقتاً قصير، هرب سلطان شاه من السجن وتسلم العرش (1074). نظّم السلطان السلجوقي العظيم ملكشاه رحلة استكشافية إلى دولة كرمان السلجوقية عام 1085. لم يتم ذكر سبب قيام ملكشاه بهذه الرحلة الاستكشافية بشكل كامل في المصادر. لكنه نزل بجيشاً كبير أمام بردسيرعاصمة دولة كرمان السلجوقية. نظرًا لأن ملكشاه أقام معسكرًا أمام بردسير، أغلق سلطان شاه أبواب بردسير. فكان السفراء بينهما، وتأكد سلطان شاه من أن ملكشاه لم يكن يريد الإطاحة به. بعد هذه الأحداث، توفي سلطان شاه عام 1085 وحل محله توران شاه.